# Modelo de Schein
O modelo de Schein é uma teoria de modelo de cultura organizacional e foi desenvolvido pelo psicólogo social Edgar Schein (Nascido em 1928) no começo dos anos 1980. Este modelo tornou-se então uma das influências para as teorias de cultura organizacional e se baseia na ideia de que a Cultura de uma organização existe em três diferentes níveis, sendo eles:
- Artefatos
- Normas e Valores
- Pressupostos

Artefatos: São fatores visíveis na organização, mas geralmente indecifráveis.  É o primeiro e mais visível nível da organização. São inclusos, por exemplo, missão, slogans, as instalações da empresa, mobília, imobilizado e até mesmo o modo de como os funcionários se vestem. Um importante aspectos do nível Artefato é a facilidade de ser observado mas a dificuldade de ser decifrado. Pode ser aspectos altamente visíveis como a Estátua Da Liberdade, mas com significados distintos para cada pessoa (Um americano relacionar certo valor à estátua e um árabe outro).
A tabela abaixo lista exemplos de cada categoria de Artefatos:

Artefatos da Cultura Organizacional

| Manifestações físicas                                                  | Manifestações comportamentais                                                   | Manifestações verbais                                             |
| design, logo, aparência, vestuário, prédios, objetos materiais, layout | Cerimôminas, rituais, padrões de comunicação, tradições, recompensas e punições | piadas, anedotas, jargões, apelidos, explicações, mitos, história |

Membros de uma cultura podem ou não estar atentos dos Artefatos da cultura, mas estes últimos podem ser diretamente observáveis por qualquer pessoa. Do ponto de vista dos pesquisadores, Artefatos são os elementos mais acessíveis da cultura.
Normas e Valores: Segundo Schein, o seguinte nível é o de Valores dos membros da organização e da organização como um todo. Neste patamar os valores locais e pessoais são amplamente expresso na organização e podem ser estudados através de entrevistas com trabalhadores da companhia  que recolham atitudes deles. Membros de uma organização são aptos para reconhecer seus valores razoavelmente de maneira fácil. Normas são associadas com valores. São regras que não são escritas que permitem membros de uma cultura saber o que é esperado deles em uma vasta variedade de situações. Exemplos de normas (nos EUA): não converse durante uma sessão de filme no cinema, não corte filas, etc. As normas variam de uma cultura para outra. Normas de negócios envolvem fatos como informar o chefe de problemas potenciais, que tipo de roupas você deve vestir e se demonstrar emoções no ambiente de trabalho é apropriado ou não. Enquanto valores especificam o que é importante para os membros de uma cultura, normas estabelecem que tipos de comportamento eles podem esperar um do outro. Desafios aos valores culturais de uma empresa geralmente vêm de membros marginais, como novos empregados, revolucionários ou pessoas de fora da empresa.
Toda aprendizagem em grupo reflete os valores de alguém. Quando se cria um grupo ou quando se enfrenta uma nova tarefa, a primeira solução proposta reflete as premissas individuais de alguns membros do grupo sobre o que é certo ou errado, o que funcionará ou não. Os indivíduos que prevalecem, que podem influenciar o grupo a adotar uma certa abordagem do problema, serão identificados como líderes. Mas o grupo não tem ainda nenhum conhecimento compartilhado, pois não possui uma ação consensual para o novo problema. Neste caso, o que quer que seja proposto somente pode ter o status de valor sob a ótica do grupo,independentemente de quão convincente a pessoa (que propôs) seja ou acredite naquela solução. Até que o grupo como um todo tenha realizado a ação e observado seus efeitos, não há nada que comprove que aquela ação é a adequada. Por exemplo, se as vendas estão declinando numa
organização, o gerente pode sugerir o aumento da propaganda, porque acredita que ela aumenta as vendas. O grupo, por não ter experimentado essa situação antes, encarará a ação como uma declaração de valor do gerente. O que ele propôs pode ser
questionado, debatido, desafiado e testado ( GAGLIARDI apud SCHEIN, Op. Cit.: 19). Se o gerente convence o grupo sobre a validade daquela ação e ela funciona, e se o grupo compartilha a percepção de sucesso, então o valor percebido de que a propaganda aumenta as vendas inicia um processo de transformação cognitiva. Num primeiro momento, haverá a transformação em um valor compartilhado ou crença e finalmente uma premissa compartilhada (se a ação continuar a ser bem-sucedida). Se esse processo de transformação ocorre e ele somente sucederá se a solução proposta continuar a funcionar, implicando em grande medida a correção da ação e portanto refletirá um preciso retrato da realidade. Assim, os membros do grupo tenderão a esquecer tudo aquilo que eles não
tinham certeza e que o curso de ação proposto foi debatido e questionado (GAGLIARDI apud SCHEIN, Op. Cit.: 20).
Porém, não são todos os valores que sofrem essa sequência de transformação. A solução baseada em um valor pode não funcionar de modo confiável. Somente valores que são suscetíveis de validação social ou física e que continuam a funcionar daquele modo na solução dos problemas tornarão premissas.
Pressupostos: No último nível e mais profundo da organização, Schein considera crenças e pressupostos fatores importantes. De acordo com Schein, este nível forma o coração da cultura de uma organização.  Os pressupostos existem além da consciência e são elementos invisíveis e dificilmente identificados nas interações entre funcionários de uma empresa. Geralmente são crenças consideradas “tabu” na organização, ou seja, regras “táticas”, que muitas vezes existem sem o conhecimento consciente dos trabalhadores. Os pressupostos representam também o que os membros acreditam ser a realidade, influenciando o que eles sentem e pensam nos aspectos da cultura. A partir da perspectiva dos membros de uma cultura, o que eles assumem ou acreditam ser real geralmente é indiscutível. Esta verdade incontestável penetra em todos os aspectos da vida cultural e influencia todas as formas de experiência do indivíduo. Schein acredita que os pressupostos têm a capacidade de influenciar o que os membros de uma cultura percebem e como eles pensam e agem.
Um exemplo de pressuposto: considere um tipo de pressuposto básico, a natureza humana, e como ela difere entre as perspectivas da teoria da organização (ver tabela abaixo). O pressuposto de que humanos são principalmente preocupados com a riqueza levam os estudiosos clássicos a desenvolver ideias que foquem em incentivos econômicos.

O entendimento de "homem organizacional" expande a cada nova perspectiva na teoria organizacional

| Perspectiva      | Pressuposto        | Foco/Valores                               |
| Clássica         | "Homem econômico"  | Riqueza e Poder                            |
| Moderna (início) | "Homem científico" | Razão e Controle de gerenciamento          |
| Moderna          | "Homem ecológico"  | Meio Ambiente e Controle Externo           |
| Simbólica        | "Homem Simbólico"  | Interpretação e Significado                |
| Pós Moderna      | "Homem Estético"   | Criatividade, Liberdade e Responsabilidade |

Schein define sete tópicos que devem ser resolvidos por todas as culturas em cada período histórico e diz que atentar em como a cultura resolve cada um desses tópicos o ajudará a definir seus pressupostos principais.
Schein preparou uma lista dos pressupostos culturais básicos:
| Dimensão                          | Questões a serem respondidas |
| O relacionamento da organização   | A organização percebe-se ser dominante, procurando estar fora do nicho? |
| A natureza da atividade humana    | A forma correta das pessoas se comportarem é dominante/pró ativa, harmônica ou passiva? |
| A natureza da realidade e verdade | Como definimos o que é verdade e o que não é? |
| A natureza do tempo               | Quais são nossas orientações básicas em termos de passado, presente e futuro e que tipos de unidades temporais são mais relevantes para a conduta de afazeres diários? |
| A natureza da natureza humana     | Os seres humanos são basicamente bons, neutros ou maus? |
| A natureza do homem               | Qual a maneira correta das pessoas se relacionarem umas com as outras para distribuir poder e afeto? A vida é competitiva ou cooperativa? A melhor maneira de organizar a sociedade é com base no individualismo ou em grupo? O melhor sistema de autoridade é autocrático ou participativo? |
| Homogeneidade vs. Diversidade     | É melhor para um grupo ser altamente diversificado ou altamente homogêneo? Os indivíduos em um grupo devem ser encorajados a inovar ou a se conformar? |

Como a Cultura funciona
De acordo com Schein, a essência da cultura são os pressupostos básicos e crenças estabelecidas. Esse nível atinge os valores e normas que são reconhecidos e mantidos pelos membros da cultura. Os valores e normas, em retorno, influencia as escolhas e ações tomadas pelos membros da cultura em questão. Finalmente, ações guiadas culturalmente produzem artefatos.
Schein defende que quando novos membros são trazidos à cultura, ou eles são selecionados com base nos seus valores ou eles têm de aceitar os valores culturais.
Culturas mudam, mas somente quando novos valores são trazidos de fora. Porém, novos valores só serão incorporados aos pressupostos básicos se for provada a validade e que tais valores trarão benefícios para a organização. Somente quando os membros puderem perceber os benefícios é que novos valores poderão "descer" ao nível dos pressupostos inconscientes.
Do ponto de vista do modelo de Schein, a cultura vem de dentro para fora, das profundezas dos pressupostos, normas e valores até a superfície onde artefatos podem ser observados.

## Âncoras de Carreira
Âncoras de carreira representam uma combinação das áreas percebidas de competências, valores e motivações de um indivíduo, que os norteiam em relação as decisões em âmbito profissional. O conceito foi desenvolvido por Edgar Schein nos anos 70 a partir de um estudo realizado com 44 alunos da Sloan School of Management.
Os alunos foram escolhidos de forma aleatória no inicio dos anos 60 e passaram por entrevistas a respeito do seu histórico escolar e profissional, bem como suas áreas de interesses, planos para o futuro e ambições. Durante os anos que se seguiram o grupo passou por novas entrevistas de modo a acompanhar as mudanças na visão dos alunos conforme progrediam em suas carreiras. Em 1974 foram publicados os resultados obtidos a partir das pesquisas com os ex-alunos.
A pesquisa revelou pontos em comum nas decisões profissionais dos entrevistados e a partir desses pontos foram definidas 5 Âncoras de Carreira básicas, são elas: Competência para Gerência Geral, Competência Técnica e Funcional, Autonomia/Independência, Segurança/Estabilidade e Criatividade Empreendedora. Estudos adicionais realizados nos anos 80 identificaram mais 3 Âncoras de Carreira: Dedicação a uma Causa, Desafio Puro e Estilo de Vida.
Na prática cada indivíduo pode apresentar características compatíveis com mais de uma âncora, no entanto observou-se que para a maioria dos participantes da pesquisa foi possível identificar uma âncora que se destacou das demais como guia das decisões profissionais.
| Competência Técnico/ Funcional (TF) | O indivíduo que se identificar com essa âncora valoriza experiências profissionais que desafiem sua capacidade técnica. Ele vê o conteúdo do trabalho como um valor em si, valoriza a aprendizagem e o aprofundamento técnico e considera que o sucesso decorre de ser reconhecido como referência em sua área de competência. |
| Competência Gerencial Geral (GG)    | O indivíduo que se identificar com essa âncora é motivado pela oportunidade de liderar, comandar, tomar decisões e de definir diretrizes de impacto organizacional. |
| Autonomia e Independência (AI)      | O indivíduo que se identificar com essa âncora valoriza experiências profissionais de realização do trabalho cujos ritmos, formas e padrões são autônomos. |
| Segurança/ Estabilidade (SE)        | O indivíduo que se identificar com essa âncora é aquele cujos valores o levam a preferir a experiência profissional propiciadora de sensação de segurança. |
| Criatividade Empreendedora (CE)     | O indivíduo que se identificar com essa âncora como predominante valoriza a possibilidade de estabelecer, criar e estruturar organizações, negócios, produtos e serviços, a oportunidade de enfrentar novos desafios criativos.                                                                                                |
| Serviços Dedicados a uma Causa (SD) | O indivíduo que se identificar com essa âncora valoriza experiências profissionais alinhadas aos seus valores fundamentais e aos valores do grupo ou da organização. |
| Puro Desafio (PD)                   | O indivíduo que se identificar com essa âncora de carreira valoriza a competição e as experiências profissionais desafiadoras. Sucesso é ser o melhor, ter vencido obstáculos e adversários difíceis. |
| Estilo de Vida (EI)                 | O indivíduo que se identificar com essa âncora de carreira valoriza atuar em experiências profissionais integradas às necessidades pessoais e familiares. |